# Anton-Karg-Haus

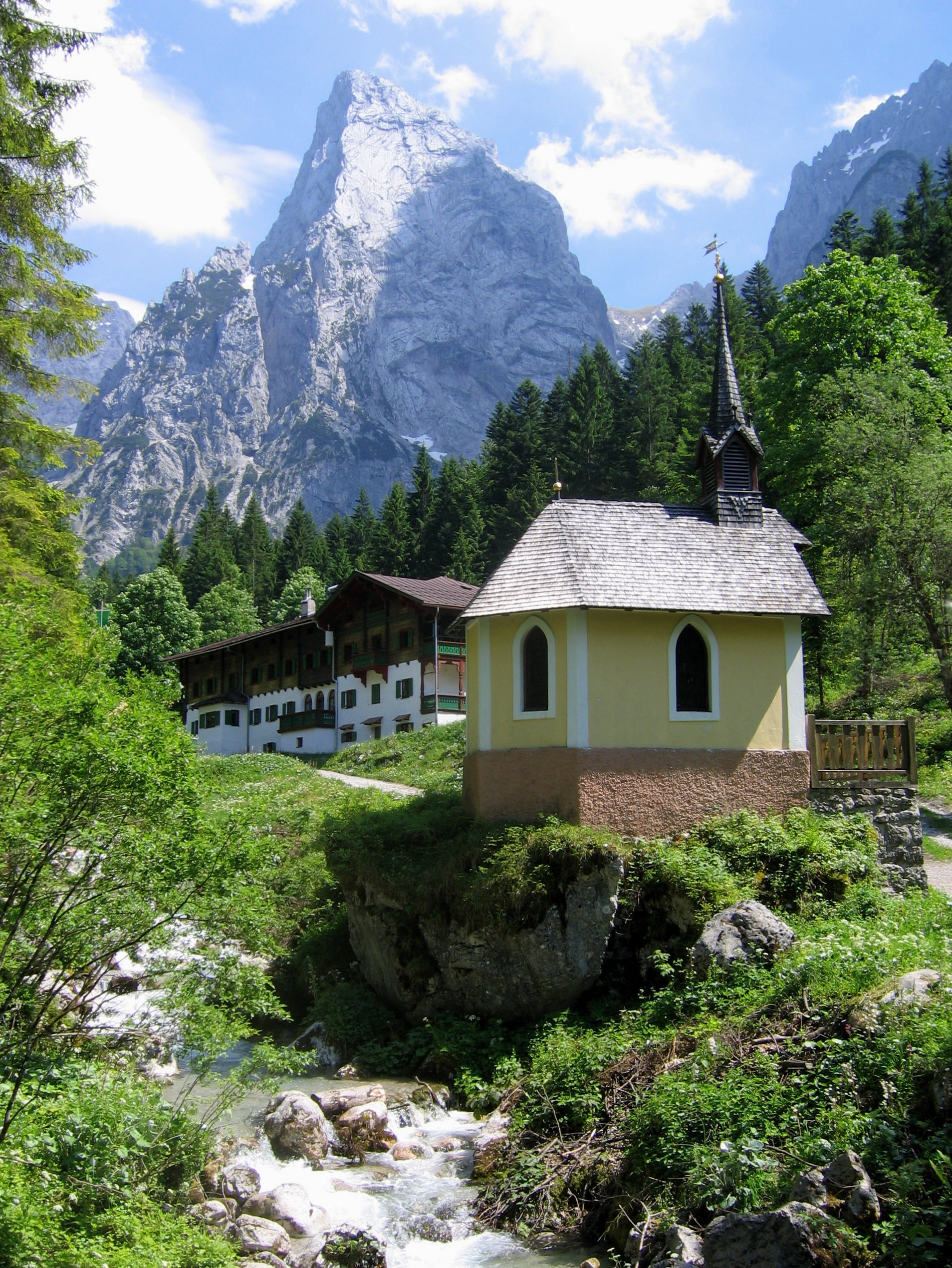
Kapelle und Anton-Karg-Haus

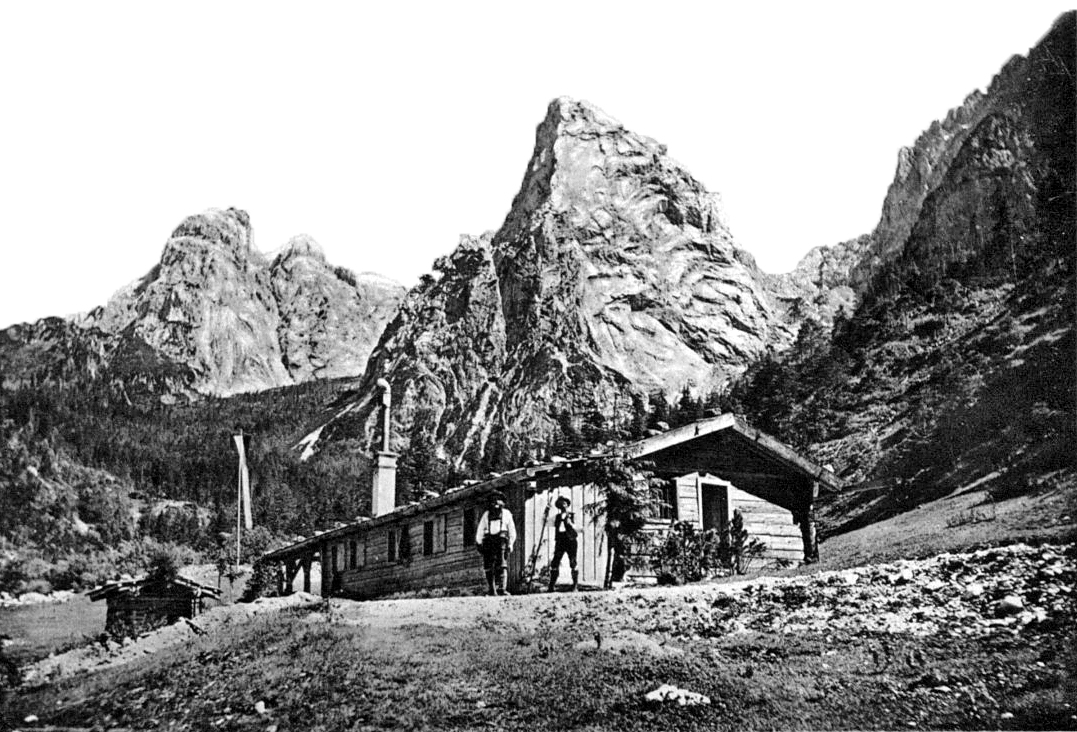
Schutzhaus Hinterbärenbad vor 1895

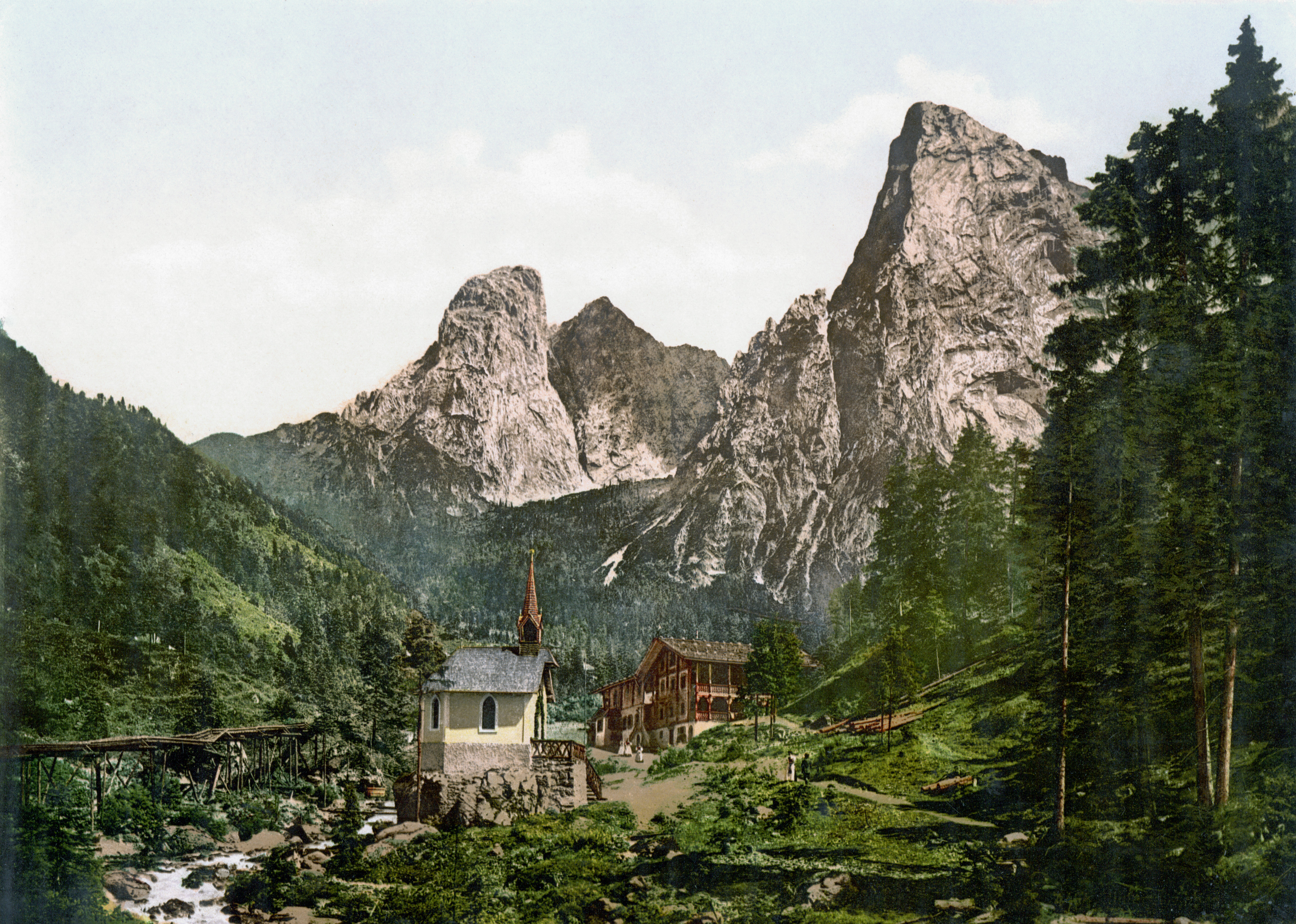
Neue Hinterbärenbadhütte um 1900

Das Anton-Karg-Haus, früher: Neue Hinterbärenbadhütte, ist eine Schutzhütte der Sektion Kufstein des Österreichischen Alpenvereins im Kaisergebirge in Tirol. Namensgeber der Hütte ist der Mitbegründer der 1877 ins Leben gerufenen Alpenvereinssektion Unterinntal (später: Sektion Kufstein), Anton Karg, ab 1888 Hüttenwart des Schutzhauses Hinterbärenbad, von 1890 bis 1919 Erster Vorsitzender der Sektion Kufstein.

## Lage
Das Anton-Karg-Haus liegt im hinteren Bereich des Kaisertals an einer Stelle des Kaiserbachs, die Hinterbärenbad genannt wird. Das Haus befindet sich in ruhiger, eindrucksvoller Umgebung mit Blick auf den Wilden und den Zahmen Kaiser mitten im Naturschutzgebiet des Wilden Kaisers. Es ist auch für Tagesausflügler gut zu erreichen und daher insbesondere bei gutem Wetter ein beliebtes Ausflugsziel.
Der Weg zur Hütte gilt als landschaftlich besonders schön, da sich die hellen Kalkfelsen des Kaisergebirges dem Wanderer auf seinem Wege zunehmend eröffnen, man wandert regelrecht in den Berg hinein. Auch wenn das Kaisergebirge absolut nicht sehr hoch ist, beeindruckt es auf diesem Weg besonders aufgrund der Höhendifferenz von über 1200 m zwischen dem Niveau des Weges und den Gipfeln.

## Geschichte
Das Anton-Karg-Haus besitzt eine lange Tradition. 1882 überließ die Stadtgemeinde Kufstein der Sektion Kufstein eine Alphütte, die nach Umbau, am 25. Juli 1883 als Hinterbärenbadhütte eröffnet wurde. Nach weiterem Ausbau 1884 wurde das Haus samt einem zweiten, neu errichteten Holzgebäude 1886 in das Eigentum der Sektion Kufstein übernommen. Nach dem Bau einer Veranda sowie der Adaption des zweiten Hauses in einen Schlafraum verzeichnete das Schutzhaus Hinterbärenbad ab 1887 Besucherzugänge, die die Sektion 1894 zu Erweiterung und teilweisem Neubau veranlassten. In den Wintermonaten von 1894 auf 1895 wurde die Neue Hinterbärenbadhütte errichtet und im Frühjahr 1895 in Betrieb genommen. Zugleich wurde die Hütte an das Telefonnetz angebunden. 1896 erfolgte die offizielle Eröffnung. Die Familie Horngacher, welche bis dato Hüttenwirte war, ging mit der „alten“ Hütte in den Ruhestand. Nur 3 Jahre nach der Eröffnung brannte die Berghütte bis auf die Grundmauern nieder, nur das Telefonhäuschen blieb eigenartigerweise unbeschadet. Im Jahre 1900 wurde dann schließlich die heutige Anlage eröffnet. Stattliche 42 Zimmer (mit zum Teil eigenem Balkon) und 90 Betten standen damals zur Verfügung. Das Haus wurde bis Anfang des 20. Jahrhunderts von angesehenen Bürgern Kufsteins zur Sommerfrische genutzt.

### Hinterbärenbad
Das Anton-Karg-Haus steht an einer besonders schönen Stelle des Kaiserbachs, dem Hinterbärenbad. Der Überlieferung nach kühlten sich dort die Braunbären, die früher im gesamten Alpenraum verbreitet waren, an heißen Sommertagen durch ein Bad. Möglich ist aber auch, dass die Bären nur nach Nahrung suchten, was nahe dem Kaiserbach so aussah, als würden sie baden.
Im 19. Jahrhundert wurden die Bären von den um ihr Vieh fürchtenden Alpenbewohner ausgerottet. Es gibt Bestrebungen, Braunbären in den Alpen Österreichs wieder anzusiedeln. Vom früheren Vorkommen der Bären zeugen noch alte Zeichnungen und Gemälde.

## Zustiege
- Von Kufstein/Sparchen durch das Kaisertal auf dem Normalweg über Pfandlhof und den Fahrweg (einfache Wanderung), alternativ auf dem alten Kaisertalweg über die Antoniuskapelle und den oberen Weg am Hang entlang, Gehzeit je 2½ Stunden
- Von der Griesner Alm (Mautstraße) im Kaiserbachtal per Überschreitung des Stripsenjochs (normale Bergwanderung, 600 Höhenmeter im Aufstieg und 750 Höhenmeter im Abstieg), Gehzeit: 3 Stunden
- Mit dem Sessellift auf das Brentenjoch. Nach kurzer Wanderung erreicht man die Kaindlhütte, von dort über den Bettlersteig überwiegend absteigend zum Anton-Karg-Haus, mittel, Gehzeit ab Brentenjoch 3 Stunden

## Übergänge
- Kaindlhütte (1318 m) über den Bettlersteig, mittel, Gehzeit: 2½ Stunden
- Vorderkaiserfeldenhütte (1388 m), leicht, Gehzeit: 2½ Stunden
- Hans-Berger-Haus (940 m), leicht, Gehzeit: 15 Minuten
- Stripsenjochhaus (1580 m), leicht, Gehzeit: 2 Stunden
- Gruttenhütte (1620 m) über Hohen Winkel und Kopftörl, schwierig, Gehzeit: 5 Stunden

## Gipfelbesteigungen
- Kleine Halt (2116 m), schwierig, Gehzeit: 2½ Stunden
- Ellmauer Halt (2344 m) über Kaiserschützensteig, schwierig, Gehzeit: 5½ Stunden
- Sonneck (2260 m) über Güttlersteig, mittel, Gehzeit: 4 Stunden
- Pyramidenspitze (1998 m) oder Vordere Kesselschneid (2002 m), leicht, Gehzeit: 3 Stunden
- Stripsenkopf (1807 m) über Stripsenjoch, leicht, Gehzeit: 2½ Stunden
- Viele Klettertouren an Kleiner Halt/Gamshalt ab Schwierigkeitsgrad III+